# Zizula hondai
Zizula hondai är en fjärilsart som beskrevs av Hayashi. Zizula hondai ingår i släktet Zizula och familjen juvelvingar. Inga underarter finns listade i Catalogue of Life.